# Джей лига
Джей Лига Дивизия 1 (на японски: リーグ・ディビジョン1) е най-високото стъпало в японския клубен футбол. Провеждането на шампионата се организира от Японската футболна асоциация (ЯФА). Лигата се счита и за най-силното първенство в Азиатската футболна конфедерация.

## История
Преди основаването на Джей Лигата през 1992 г. най-високото ниво на японския футбол е Японската футболна лига, която се състои от аматьорски отбори. Феновете са малобройни, стадионите не са в добро състояние, а Националния отбор на Япония не е на равнището на най-добрите азиатски отбори. За да се справи с тези проблеми, ЯФА решава да създаде професионална лига. В Джей Лигата влизат осем отбора от първа дивизия на Японската футболна лига (Гамба Осака, Джеф Юнайтед, Нагоя Грампус Ейт, Санфрече Хирошима, Урава Ред Дайъмъндс, Верди Кавазаки, Йокохама Флюгелс и Йокохама Маринос, един от втора дивизия (Кашима Антлърс) и новосъздаденият Шимизу С-Пулс, а Футболната лига става полупрофесионална. Първото издание на Джей Лигата е през 1993 г., а през 1992 г. като подготовка за дебютния сезон се разиграва Купа на Джей Лигата.
Първият мач в Джей Лигата се изиграва на 15 май 1993 г. и противопоставя отборите на бъдещия шампион Верди Кавазаки (сега Токио Верди) и Йокохама Маринос (сега Йокохама Ф. Маринос). Футболът бързо набира популярност в Япония и се нарежда до най-обичаните спортове – сумо, бейзбол и голф. Отборите привличат мнозина известни и вече преминали пиковия момент на кариерата си футболисти като Христо Стоичков, Зико, Драган Стойкович и др. Националната телевизия излъчва на живо по един мач на кръг, а стадионите започват да се пълнят. През 1994 г. е постигната рекордната средна посещаемост – 19 598 зрители.
Бумът на Джей Лигата обаче крае твърде кратко, като още през 1996 г. посещаемостта започва да спада. Според някои спадът в интереса към лигата се дължи на добавянето на нови осем отбора в периода 1994 – 1998 г. Отборите продължават да плащат високи заплати на чуждестранните си звезди, а заради финансовата криза в страната много от спонсорите се оттеглят. Така например се стига до сливането на два градски съперника – Йокохама Маринос и Йокохама Флюгелс, като Флюгелс престава да съществува, а новият отбор приема името Йокохама Ф. Маринос.
Ръководството на Лигата решава да вземе мерки и излиза с две нови идеи. Първата е Стогодишният план, според който до стотното издание на Джей Лигата през 2092 г. в страната трябва да съществуват сто професионални отбора. Освен това отборите са окуражени да участват и в други видове спорт, както и да се опитват да намерят местни спонсори и да развиват отношенията си с местната власт, местни компании и граждани. Така те ще могат да разчитат на местните, а не на национални спонсори. Втората промяна е свързана с начина на провеждане на първенството. Основана е Джей Лига Дивизия 2 с девет отбора от Японската футболна лига и един от Джей Лига Дивизия 1. Промени настъпват и във формата – при равенство в редовното време следват продължения със златен гол и дузпи, а от 1999 г. са премахнати дузпите, а през 2003 г. – и продълженията, като е въведена системата за точкуване с три, една и нула точки за победа, равенство и загуба. През 2005 г. е премахната и системата на провеждане на шампионата, състояща се от две първенства на година, като шампионът се определя в мач между шампионите в двата от тях (подобно на турнирите Апертура и Клаусура в Южна Америка); шампионатът вече се състои от мачове на разменено гостуване в рамките на една календарна година.

## Важни моменти от развитието на Джей Лига Дивизия 1
- 1989
  - ЯФА свиква организационен комитет, който да подготви създаването на лигата.
- 1990
  - Комитетът избира критериите, на които трябва да отговарят професионалните отбори.
  - Петнадесет до двадесет отбора от Японската футболна лига подават документи за участие в Джей Лигата.
- 1992
  - Сформирана е професионалната Джей Лига, състояща се от десет отбора.
  - Изиграва се първият турнир за Купата на Джей Лигата.
  - Играе се по формат, подобен на Апертура и Клаусура в Южна Америка.
- 1993
  - Изиграва се първият сезон на Джей Лигата.
- 1994
  - Джей Лигата вече се състои от 12 отбора, като нови членове са приети Джубило Ивата и Белмаре Хирацука.
  - Рекордна средна посещаемост на мачовете за сезона – 19598, неподобрен.
- 1995
  - Добавени са нови два отбора – Серезо Осака и Кашива Рейсол.
  - Въведена е точковата система – за победа се присъждат три точки, за загуба след изпълнение на дузпи – една точка и за загуба в редовното време – 0 точки.
- 1996
  - Приети са отборите на Киото Пърпъл Санга и Ависпа Фукуока.
  - Първенството се провежда във формат без две отделни първенства, чиито победители определят шампиона на Япония.
  - Рекордно ниска средна посещаемост – 10131 зрители.
- 1997
  - Приет е отборът на Висел Кобе.
  - Върнат е форматът на провеждане с две първенства за една година.
  - Променена е точковата система – три точки за победа в редовното време, две точки за победа в продълженията, една точка за победа след изпълнения на дузпи и нула точки за загуба.
- 1998
  - Приет е отборът на Консадоле Сапоро.
  - Прието е създаването на Джей Лига Дивизия 2 от следващия сезон. В резултат на това в края на първенството се провежда турнир с участието на най-слабите четири отбора от Джей Лигата за изминалите два сезона и Кавазаки Фронтале, като последните две места заемат Кавазаки Фронтале и Консадоле Сапоро и затова следващия сезон те участват в Дивизия 2. По този начин Консадоле Сапоро става първият отбор, отпаднал от Джей Лига Дивизия 1.
- 1999
  - Йокохама Маринос и Йокохама Флюгелс се обединяват по името Йокохама Ф. Маринос.
  - Сформирана е Джей Лига Дивизия 2 с десет отбора.
  - Премахнато е изпълнението на дузпи при равенство след продълженията, правилото за златен гол остава.
  - Променена е точковата система – три точки за победа в редовното време, две точки за победа в продълженията, една точка за равенство и нула точки за загуба.
- 2003
  - Премахнати си продълженията в случай на равенство в редовното време.
  - Точкуването се извършва по общоприетата схема с три точки за победа, една точка за равенство и нула точки за загуба.
- 2004
  - Този сезон няма автоматично изпадане в Дивизия 2, защото е прието от следващия Дивизия 1 отново да се състои от 18 отбора.
  - Въведени са плейофите за промоция/оставане в Дивизия 1 между третия отбор от Дивизия 2 и шестнадесетия от Дивизия 1.
- 2005
  - От този сезон нататък Джей Лига Дивизия 1 се състои от осемнадесет отбора.
  - Отново е въведен форматът на провеждане с един турнир в рамките на една календарна година.
- 2006
  - Правилото за гол на чужд терен е въведено в турнира за Купата на Джей Лигата и плейофът за промоция/оставане.
- 2007
  - Шампионът на Джей Лига Дивизия 1 се квалифицира за Световното клубно първенство на ФИФА като домакин на следващите две издания.
  - Урава Ред Дайъмъндс става първият отбор, спечелил Шампионската лига на АФК.
- 2007
  - Шампионът на Джей Лига Дивизия 1 се квалифицира за Световното клубно първенство на ФИФА като домакин на следващите две издания.
  - Урава Ред Дайъмъндс става първият отбор, спечелил Шампионската лига на АФК.
- 2008
  - Гамба Осака печели Шампионската лига на АФК.
- 2009
  - Джей Лига Дивизия 1 получава правото да излъчи четири участника в Шампионската лига на АФК.
  - На отборите е позволено да картотекират четвърти чужденец, при условие че той е от страна членка на Азиатската футболна конфедерация.

## Шампиони
| Година | Шампион             |
| ------ | ------------------- |
| 1993   | Верди Кавазаки      |
| 1994   | Верди Кавазаки      |
| 1995   | Йокохама Маринос    |
| 1996   | Кашима Антлърс      |
| 1997   | Джубило Ивата       |
| 1998   | Кашима Антлърс      |
| 1999   | Джубило Ивата       |
| 2000   | Кашима Антлърс      |
| 2001   | Кашима Антлърс      |
| 2002   | Джубило Ивата       |
| 2003   | Йокохама Ф. Маринос |

| Година | Шампион             |
| ------ | ------------------- |
| 2004   | Йокохама Ф. Маринос |
| 2005   | Гамба Осака         |
| 2006   | Урава Ред Дайъмъндс |
| 2007   | Кашима Антлърс      |
| 2008   | Кашима Антлърс      |
| 2009   | Кашима Антлърс      |
| 2010   | Нагоя Грампус       |
| 2011   | Кашива Рейсол       |
| 2012   | Санфрече Хирошима   |
| 2013   | Санфрече Хирошима   |
| 2014   | Гамба Осака         |

| Година | Шампион             |
| ------ | ------------------- |
| 2015   | Санфрече Хирошима   |
| 2016   | Кашима Антлърс      |
| 2017   | Кавасаки Фронтале   |
| 2018   | Кавасаки Фронтале   |
| 2019   | Йокохама Ф. Маринос |
| 2020   | Кавасаки Фронтале   |
| 2021   | Кавасаки Фронтале   |
| 2022   | Йокохама Ф. Маринос |
| 2023   | Висел Кобе          |
| 2024   |                     |

## Отбори през сезон 2024
- Албирекс Ниигата
- Ависпа Фукуока
- Висел Кобе
- Гамба Осака
- Джубило Ивата
- Йокохама Ф. Маринос
- Кавазаки Фронтале
- Кашива Рейсол
- Кашима Антлърс
- Киото Санга
- Мачида Зелвия
- Нагоя Грампус
- Саган Тосу
- Санфрече Хирошима
- Серезо Осака
- Токио Верди
- Урава Ред Дайъмъндс
- ФК Токио
- Хокайдо Консадоле Сапоро
- Шьонан Белмаре

## Рекорди

### Индивидуални
Най-много мачове
- Тушия Фуджита: 419

Най-много голове
- Масаши Накаяма: 157

Най-много хеттрикове
- Уеслей: 8

Най-много голове за един сезон
- Масаши Накаяма: 26 (1998)

Най-много голове в един мач
- Коджи Ногучи: 5 (Белмаре Хирацука – Кашима Антлърс, 3 май 1995)
- Едилсон: 5 (Кашива Рейсол – Гамба Осака, 4 май 1996)
- Масаши Нагаяма: 5 (Джубило Ивата – Серезо Осака, 15 април 1998)
- Вагнер Лопес: 5 (Нагоя Грампус Ейт – Урава Ред Дайъмъндс, 29 май 1999)

Най-млад играч
- Такаюки Моримото: 15 години 10 месеца и 6 дни (Токио Верди – Джубило Ивата, 13 март 2004)

Най-млад голмайстор
- Такаюки Моримото: 15 години 11 месеца и 28 дни (Токио Верди – Джеф Юнайтед, 5 май 2004)

Най-възрастен голмайстор
- Зико: 41 години 3 месеца и 12 дни (Кашима Антлърс – Джубило Ивата, 15 юни 1994)

Най-бърз гол
- Хисато Сато: 8 секунди (Санфрече Хирошима – Серезо Осака, 22 април 2006)

Първи голмайстор
- Хени Майер (Верди Кавазаки – Йокохама Маринос, 15 май 1993)

### Клубни
Най-много титли
- Кашима Антлърс: 7 (1996, 1998, 2000, 2001, 2007, 2008, 2009)

Най-дълъг престой в Джей Лига Дивизия 1
- Кашима Антлърс, Шимицу С-Пулс, Нагоя Грампус, Гамба Осака, Йокохама Ф. Маринос: 17 години (от 1993 насам)

Най-много отбелязани голове за един сезон
- Джубило Ивата: 107 (1998)

Най-малко вкарани голове за един сезон
- ФК Йокохама: 19 (12007)

Най-много допуснати голове за един сезон
- Йокохама Флюгелс: 111 (1995)

Най-малко допуснати голове за един сезон
- Оита Тринита: 24 (2008)

Най-много точки за един сезон
- Верди Кавазаки: 113 (1995)

Най-малко точки за един сезон
- Белмаре Хирацука: 13 (1999)

Най-много победи за един сезон
- Верди Кавазаки: 35 (1995)

Най-малко победи за един сезон
- Белмаре Хирацука: 4 (1999)
- Висел Кобе: 4 (2005)
- Киото Пърпъл Санга: 4 (2006)
- ФК Йокохама: 4 (2007)

Най-много равенства за един сезон
- ФК Токио: 14 (2055)

Най-много загуби за един сезон
- Гамба Осака: 34 (1995)

Най-малко загуби за един сезон
- Джубило Ивата: 3 (2001, 2002)

Най-много голове в един мач
- 12: Серезо Осака – Кашива Рейсол 5:7 (8 август 1998)

Най-голяма победа
- Джубило Ивата – Серезо Осака: 9:1 (15 април 1998)

Най-малко победи за един сезон
- Висел Кобе – Оита Тринита: 0:8 (26 юли 2003)

Най-голяма посещаемост за един мач
- Урава Ред Дайъмъндс: 62241, срещу Гамба Осака (26 юли 2003)

Най-голяма средна посещаемост за един сезон
- Урава Ред Дайъмъндс: 46667 (2007)

## Известни футболисти
- Ивица Вастич (Нагоя Грампус Ейт, 2002 – 2003)
- Гари Линекер (Нагоя Грампус Ейт, 1993 – 1994)
- Дунга (Джубило Ивата, 1995 – 1998)
- Зико (Кашима Антлърс, 1993 – 1994)
- Франса (Кашива Рейсол, 2005 – 2010)
- Хълк (Кавазаки Фронтале, 2005 – 2006, Консадоле Сапоро, 2007, Токио верди, 2007 – 2008)
- Илиян Стоянов (Джеф Юнайтед, 2005 – 2007, Санфрече Хирошима, 2007 – 2010, Фагиано Окаяма, 2010 – )
- Кирил Метков (Гамба Осака, 1993)
- Христо Стоичков (Кашива Рейсол, 1998 – 1999)
- Гуидо Бухвалд (Урава Ред Дайъмъндс, 1994 – 1997)
- Пиер Литбарски (Джеф Юнайтед, 1993 – 1995, Брумел Сендай, 1995 – 1997)
- Михаел Лаудруп (Висел Кобе, 1996 – 1997)
- Андони Гойкоечеа (Йокохама Маринос, 1998)
- Хулио Салинас (Йокохама Маринос, 1997 – 1998)
- Чики Бегиристайн (Урава Ред Дайъмъндс, 1997 – 1999)
- Даниеле Масаро (Шимизу С-Пулс, 1995 – 1996)
- Салваторе Скилачи (Джубило Ивата, 1994 – 1997)
- Патрик М′Бома (Гамба Осака, 1997 – 1998, Токио Верди, 2003 – 2004, Висел Кобе, 2004 – 2005)
- Драган Стойкович (Нагоя Грампус Ейт, 1994 – 2001)